# تینا چارلز (بازیگر بسکتبال)
تینا چارلز (انگلیسی: Tina Charles؛ زادهٔ ۵ دسامبر ۱۹۸۸) بازیکن بسکتبال اهل ایالات متحده آمریکا است.
وی در مسابقات کشوری و بین‌المللی در مجموع برندهٔ ۵ مدال طلا شده‌است.